# Geo Widengren
Geo Widengren, född 24 april 1907 i Stockholm, död 28 januari 1996 i Stockholm, var en svensk professor i religionshistoria vid Uppsala universitet, orientalist, iranist och författare till en rad arbeten om bland annat iranska religioner (i synnerhet manikeism och zoroastrism), islam, judendom och gnosticism. Hans främsta verk är antagligen Die Religionen Irans som utkom 1965.

## Biografi
Geo Widengren föddes och växte upp i Stockholm. Han gjorde militärtjänst åren 1925–1927 och utsågs till fänrik vid Militärhögskolan Karlberg. Han deltog som frivillig i den svenska kontingenten i Finska vinterkriget 1939–1940.
Widengren studerade religionshistoria vid Stockholms högskola (idag Stockholms universitet) under sin läromästare Tor Andræ fram till 1933 och doktorerade vid teologiska fakulteten i Uppsala 1936. Hans doktorsavhandling hade titeln The Accadian and Hebrew Psalms of Lamentation as Religious Documents. 1940 blev han professor i religionshistoria vid samma fakultet, och var därutöver dekanus vid Teologiska fakulteten 1944–1945, 1950–1951 och 1964–1971.
Widengren var känd för att han behärskade många språk vilket gav honom en fördel i studiet av Främre Orientens religioner under olika epoker. Han hade studerat assyriologi i Köpenhamn och iranistik i Uppsala för H.S. Nyberg. Han behärskade bland annat grekiska, latin, armeniska, persiska, arabiska, samt flera äldre iranska språk som avestiska och medelpersiska.
Widengren var vicepresident (1950–1960) och president (1960–1970) för International Association for the History of Religion. Han var också hedersdoktor vid Amsterdams universitet, Cardiffs universitet, Rostocks universitet och Uppsala universitet, samt ledamot eller korresponderande medlem av flera in- och utländska akademier, däribland Institut de France, Istituto Italiano per il Medio ed Estremo Oriente, American Society of Biblical Literature och World Union of Jewish Studies. 1958 mottog han Nordstjärneorden.
Anders Hultgård har utgivit In memoriam Geo Widengren (1907–1996). Svenska Dagbladets kulturredaktör Leif Carlsson har skrivit om Widengrens verk om religionens ursprung, Religionens värld.
Widengren var iranofil och framhöll det iranska inflytandet på judendom, kristendom och mithraism. Han besökte landet 1971, officiellt inbjuden till firandet av den iranska monarkins 2500-årsjubileum i Shiraz och Persepolis.
Hans vetenskapliga ståndpunkter utvecklades vidare av Anders Hultgård, Alessandro Bausani och Shaul Shaked, med flera. Geo Widengren är begravd på Västerhaninge kyrkogård.